# Rancho Alegre d’Oeste
Rancho Alegre d'Oeste – miasto i gmina w Brazylii, w stanie Parana. Znajduje się w mezoregionie Centro Ocidental Paranaense i mikroregionie Goioerê.